# NGC 344
NGC 344 es una galaxia espiral de la constelación de Cetus.
Fue descubierta el 1886 por el astrónomo Frank Muller.